# Komise pro vyšetřování nehody Columbie

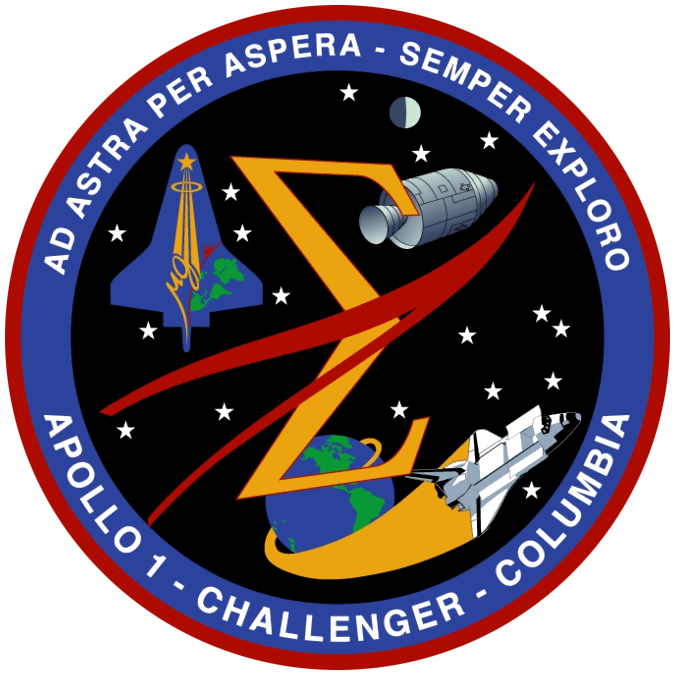
Památný znak sjednocující prvky emblémů všech amerických kosmických misí, které skončily tragédií

Komise pro vyšetřování nehody Columbie (zkráceně CAIB, anglicky Columbia Accident Investigation Board) byla komise, která vyšetřovala příčiny havárie raketoplánu Columbia. Tato komise byla sestavena 2. února 2003 (druhý den po katastrofě) a výsledkem její práce byl přehled možných důvodů a příčin havárie raketoplánu obsahující bezmála 3200 bodů. V čele komise stál Harold W. Gehman, admirál námořnictva, který vedl už několik vyšetřování.
První členové komise byli jmenováni už v den havárie. Komise se zpočátku nazývala „Mezirezortní vyšetřovací komise pro havárie Mezinárodní vesmírné stanice a raketoplánů“ (International Space Station and Space Shuttle Mishap Interagency Investigation Board). Admirál Gehman navrhl, aby se jeho komise přejmenovala na „Komise pro vyšetřování nehody Columbie“ (Columbia Accident Investigation Board), zkráceně CAIB. Během 2. února členové komise přilétávali soukromými letadly na základnu letectva Barksdale v Louisianě. Tento den se uskutečnilo též první zasedání komise. Vyšetřování bylo zahájeno 3. února. 6. února se komise přemístila do Johnsonova vesmírného střediska v Houstonu.

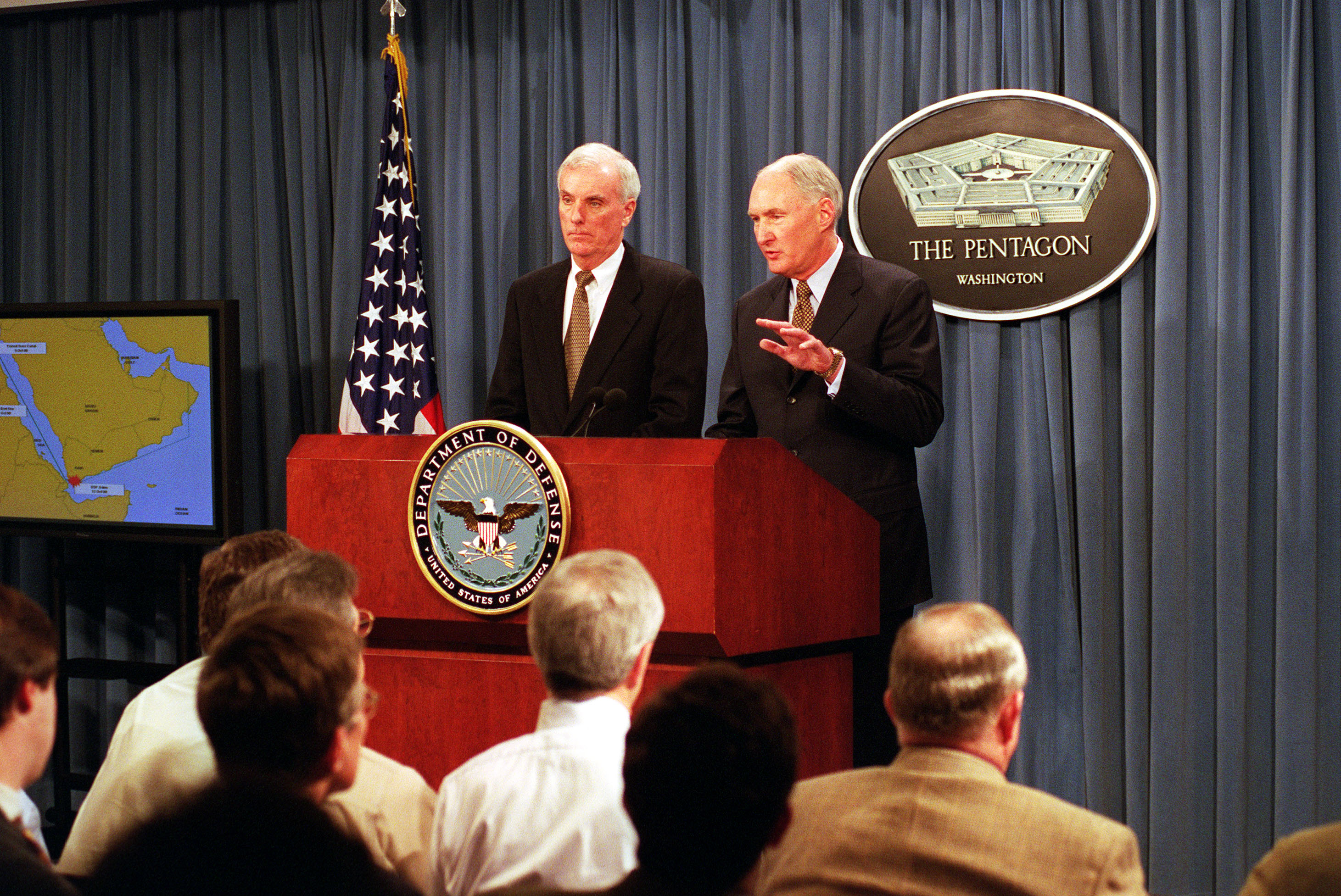
Admirál Harold W. Gehman (vlevo) s generálem Williamem W. Crouchem

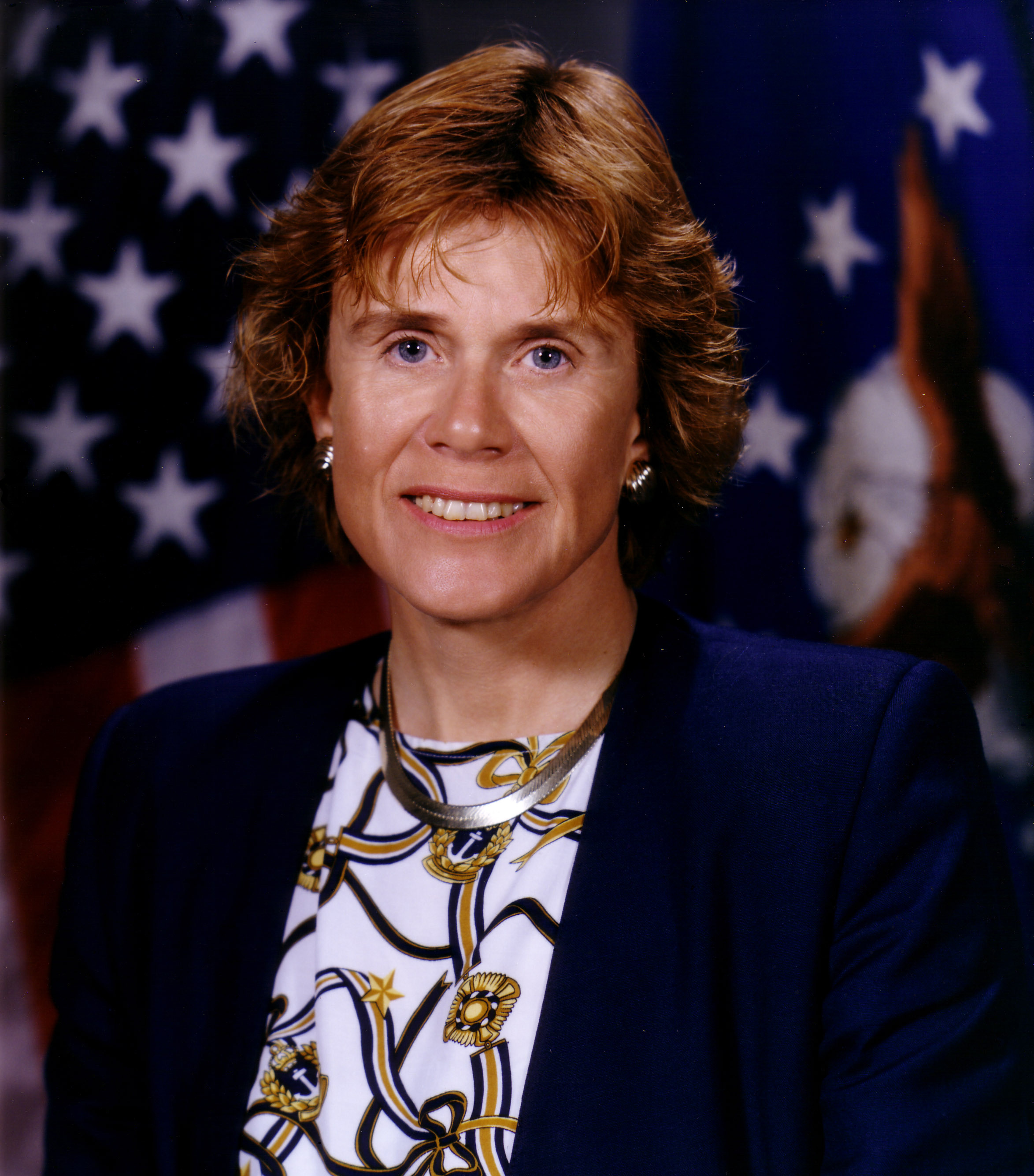
Sheila E. Windallová

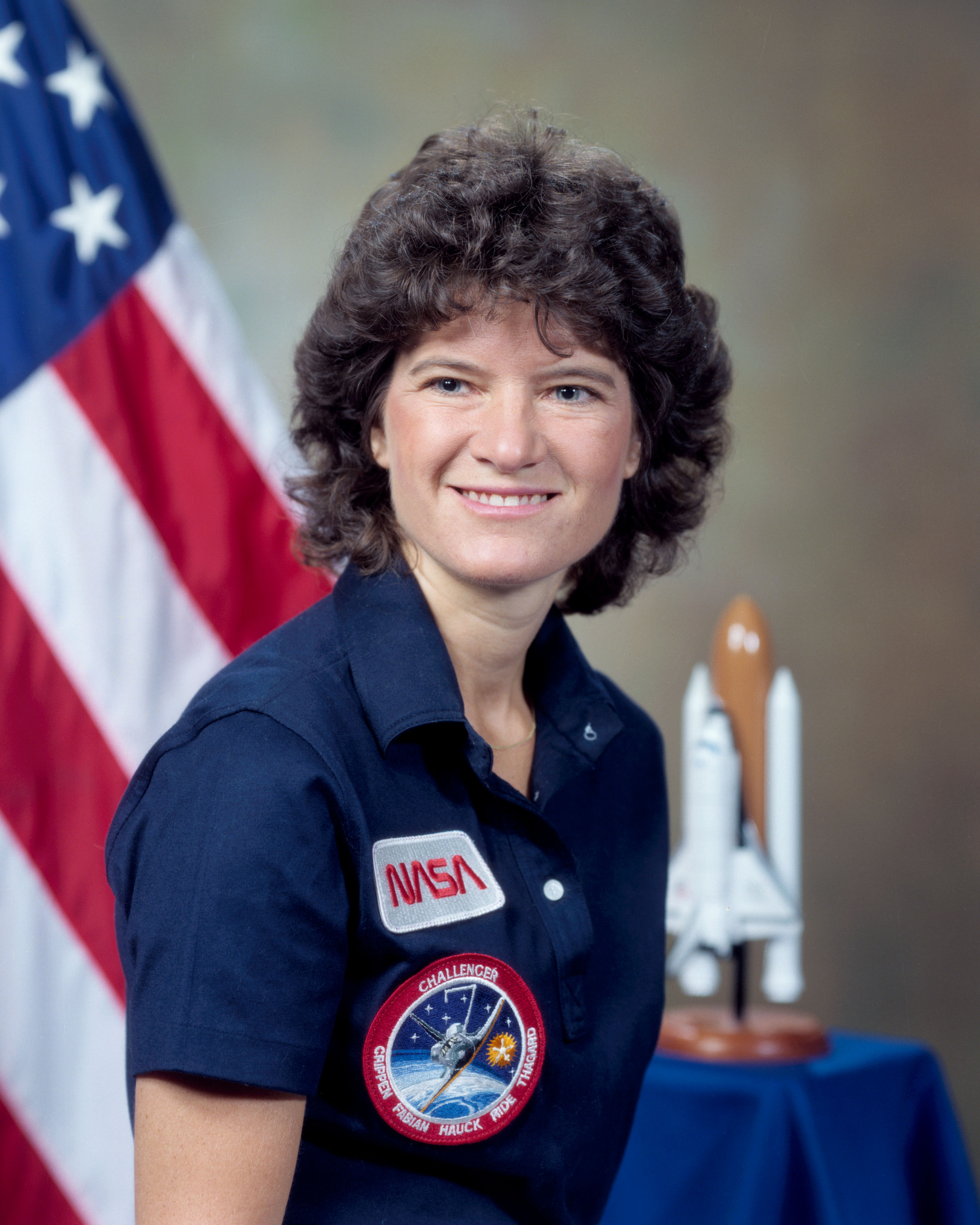
Sally Rideová

## Členové komise

### Původní členové
- Stephen A. Turcotte – velící důstojník U. S. Naval Safety Center
- John L. Barry – ředitel odboru plánování a programů, Headquarters Air Force Materiel Command
- Kenneth W. Hess – vedoucí odboru bezpečnosti USAF
- James M. Hallock – vedoucí odboru bezpečnosti letecké dopravy při Ministerstvu dopravy
- Steven B. Wallace – ředitel odboru vyšetřování leteckých nehod Federal Aviation Administration
- Duane W. Deal – velitel 21. kosmické perutě
- Scott Hubbard – ředitel Ames Research Center
- Bryan D. O'Connor – bývalý astronaut
- Theron M. Bradley – hlavní inženýr NASA

### Další členové
- Sheila E. Windallová
- Douglas Osheroff – laureát Nobelovy ceny za fyziku v roku 1996 a profesor na Stanfordově univerzitě
- Sally Rideová – bývalá astronautka a ředitelka California Space Institute
- John Logsdon – ředitel Space Policy Institute.

První komisí sestavenou hned po havárii byla MIT (Mishap Investigation Team), kterou sestavil Sean O’Keefe, tehdejší ředitel NASA. Později, po zahájení práce CAIB, byla tato komise rozpuštěna.

## Průběh vyšetřování

### Skupiny
Během prvního týdne rozdělil Gehram členy CAIB do čtyř pracovních skupin, které pověřil specifickými úkoly. První skupina se zabývala organizací NASA, postupy manažerů, organizací údržby a interními bezpečnostními postupy. Druhá měla zkoumat přípravu astronautů na let a činnost pracovníků řídícího střediska a podpůrných expertních skupin v průběhu letu. Třetí skupina měla na starost vyhodnocování nalezených trosek Columbie. Čtvrtá skupina se zabývala historií NASA, vnitřní strukturou agentury, jejími zvyky a dopady těchto okolností na události kolem havárie Columbie. Gehram také vytvořil vlastní nezávislou expertní technickou skupinu, která zkoumala údaje kosmické agentury NASA, protože nemohl úplně důvěřovat interní pracovní skupině MIT.

### Vyšetřování
Vyšetřovací komise se soustředila na dva klíčové zdroje informací: údaje v počítačích řídícího střediska a zkoumání shromážděných trosek. Komise studovala také záznam radiolokačních sledování, záznamy telemetrie a záznamy hovorů s posádkou. Na základě údajů z telemetrie se pátrání po troskách postupně zúžilo na hledání poškození na náběžné hraně křídla. Po nalezení datového záznamníku OEX (Orbiter Experiment Support System), který se nacházel na palubě raketoplánu a zaznamenával některé údaje až do okamžiku katastrofy, se expertům podařilo lokalizovat přesné místo prvotního poškození. Technici NASA na žádost CAIB vyrobili model náběžné hrany ze skutečných panelů RCC odmontovaných z jiného raketoplánu a odeslali jej v červnu do Southwest Research Institute (SWRI). Tam probíhaly pokusy s ostřelováním panelů RCC kusy izolační pěny z nádrže ET. 7. června získali odborníci přesvědčivý důkaz o tom, že poškození tepelné ochrany Columbie skutečně způsobil náraz izolační pěny z ET, což potvrdil i S. Hubbard. 26. srpna 2003 vydala komise závěrečnou zprávu.

## Doporučení komise
CAIB vydala množství doporučení známých jako RTF opatření, jejichž splnění bylo nutné pro obnovení letů raketoplánů. Jejich celkový počet byl 29, tři z nich NASA splnila jen částečně. Základní opatření byla:
- eliminace odpadávání částic z nádrže ET při startu (ohřívače, vyšší kvalita izolační pěny)
- zpevnění tepelné ochrany družicového stupně raketoplánu (dodatečná ochrana náběžné hrany, úprava krytu podvozku, předních RCS a bočních oken) – tento požadavek kvůli přílišné technické náročnosti nebyl splněn
- dokonalejší zjišťování případného poškození (detailní sledování a snímkování při vzletu i na oběžné dráze)
- možnost opravy tepelného štítu přímo na oběžné dráze
- využití Mezinárodní vesmírné stanice (ISS) jako nouzového přístavu (pro posádku i orbiter)
- příprava druhého raketoplánu na případnou záchrannou operaci (do 6 až 9 týdnů v závislosti na stavu ISS)